# Walter Buller
Walter Buller (Pakanae, Northland in Nieuw-Zeeland, 9 oktober 1838 – Fleet, Hampshire in Engeland, 19 juli 1906) was een Britse, tolk, advocaat en natuuronderzoeker. Hij werd vooral bekend om zijn werk als vogelkundige en zijn in 1873 gepubliceerde boek A History of the Birds of New Zealand.

## Biografie
Buller was de zoon van een methodistische missionaris uit Cornwall die werkte op Tonga. Hij kreeg eerst zijn opleiding in Auckland. Vanaf zijn vroege jeugd was hij geïnteresseerd in vogels. Reeds in 1865 schreef hij de eerste wetenschappelijke verhandeling over vogels in Nieuw-Zeeland en had toen al contact met de Duitse ornitholoog Otto Finsch over door hem ontdekte nieuwe vogelsoorten. In 1859 verhuisde hij met zijn ouders naar Wellington en raakte hij bevriend met de natuuronderzoeker William John Swainson. In 1859 kreeg hij een baan als tolk en juridisch medewerker in de zuidelijke provincies. In 1871 reisde hij naar Engeland voor verdere studies en lukte het hem, met hulp van Otto Finsch, een akademische graad in de natuurlijke historie van de Universiteit van Tübingen te halen. In 1874 werd hij beëdigd als advocaat en keerde daarna terug naar Nieuw-Zeeland en vestigde een bloeiende juridische praktijk.
Buller was de schrijver van een standaardwerk over de vogels van Nieuw-Zeeland dat tussen 1872 en 1873 werd uitgegeven. In 1882 verscheen een goedkopere, populaire versie The Manual of the Birds of New Zealand. In 1887/88 beleefde het boek een tweede druk. Het boek werd geïllustreerd door de beroemde illustrator van vogels John Gerrard Keulemans.
Buller is de soortauteur van acht vogelsoorten waaronder de Australische taling (Anas gracilis). Als eerbetoon aan hem zijn drie vogelsoorten genoemd zoals Bullers albatros (Thalassarche bulleri).
Buller kreeg diverse belangrijke onderscheidingen. Op 19-jarige leeftijd werd hij al Fellow van de Linnean Society of London. In 1875 werd hij lid van de Orde van Sint-Michaël en Sint-George en in 1886 ridder. In 1889 werd hij door de president van Frankrijk benoemd tot officier in het Legioen van Eer. Tussen 1876 en 1891 deed hij een paar mislukte pogingen om gekozen te worden als parlementslid in Nieuw-Zeeland. In 1899 emigreerde hij naar Engeland en overleed daar in 1906.

## Publicaties

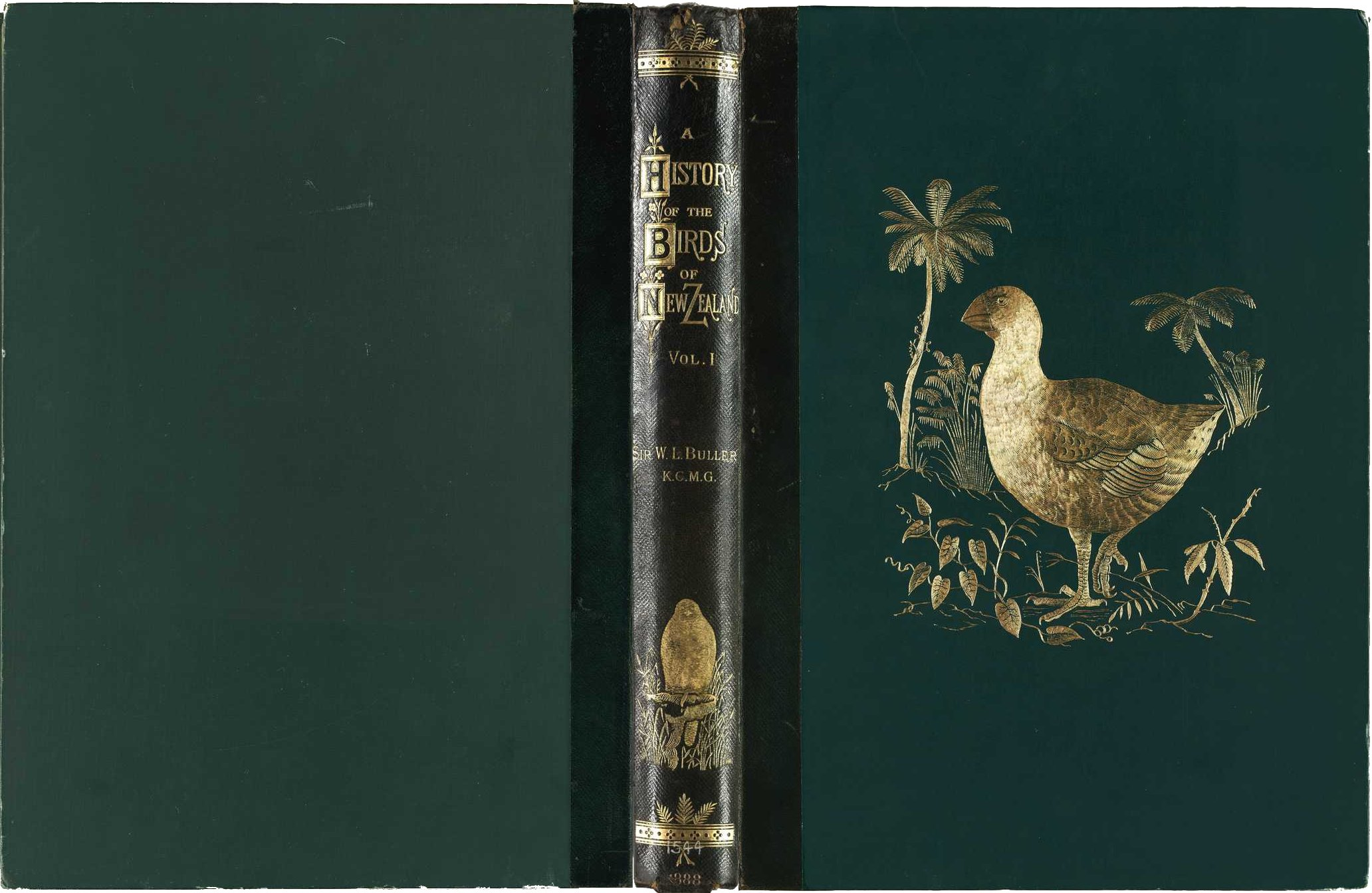
Omslag van "A History of the Birds of New Zealand" by Sir Walter Lawry Buller, Illustrated by J. G. Keulemans, 2nd edition

- 1865 Essay on the Ornithology of New Zealand Printed for the Commissioners by Fergusson and Mitchell, Wellington
- 1870. On the New Zealand Rat. In: Transaktion of the New Zealand Institute.Printed for the Commissioners by Fergusson and Mitchell, Wellington Online
- 1882. Manual of the Birds of New Zealand Online
- 1887. A History of the Birds of New Zealand Online
- 1905 Supplement to the History of the Birds of New Zealand

- Stuttgart Database of Scientific Illustrators 1450–1950: 5355
- Find NZ Artists: 2223
- Gemeinsame Normdatei: 117640557
- International Standard Name Identifier: 0000 0000 6318 8427
- Library of Congress Control Number: n90706610
- Nationale bibliotheek van Australië: 35023582
- Nederlandse Thesaurus van Auteursnamen: 13330440X
- Réseau des bibliothèques de Suisse occidentale: 02-A003056524
- SNAC: w6bg2m90
- Système universitaire de documentation: 198434693
- Museum of New Zealand Te Papa Tongarewa: 2925
- Trove: 797517
- Virtual International Authority File: 47544939
- WorldCat: E39PBJyrTFqwKvpRYBRPRRy8G3